# Eoophyla assegaia
Eoophyla assegaia là một loài bướm đêm trong họ Crambidae.